# 맥라렌 세나
맥라렌 세나(영어: McLaren Senna)는 맥라렌 오토모티브에서 2018년부터 생산 중인 하이퍼카이다. 2017년 12월 10일에 온라인을 통해 공개하였으며, 2018년 제네바 모터쇼에서도 공개되었다.차명인 세나는 1988년부터 1993년까지 포뮬러 원 시즌 사이에 맥라렌 포뮬러 원 팀에서 성공을 거둔 브라질 국적의 포뮬러 원 레이스 드라이버인 아일톤 세나 이름을 따와서 유래되었다.

## 개요
맥라렌 720S를 기반으로 제작된 차종이다.

## 변형 차종

### 맥라렌 세나 GTR
2018년 제네바 모터쇼에서 맥라렌 오토모티브는 세나 GTR의 컨셉 버전을 발표하였다. 2년 후 공개된 양산형 세나 GTR은 컨셉과 다른 차체, 다른 윙 설정, 톤다운된 공기역학, 빠른 기어 변속을 위한 듀얼 클러치 레이스 트랜스미션, 수정된 서스펜션 시스템 및 Pirelli 레이싱 슬릭을 순서대로 활용하고 있다. 세나 GTR은 4.0L 트윈 터보차지 V8 엔진에서 최소 825 PS (607 kW; 814 hp)를 생산하는 것으로 추정되며 도로 주행 제품보다 더 빠르고 민첩하다. 외부에서 GTR은 차량이 약 1,000 kg (2,204 lb)의 다운포스를 생성하도록 하기 위해 더 넓은 프론트 및 리어 펜더, 더 커진 프론트 스플리터, 새 휠 및 더 커진 리어 디퓨저를 사용한다. 세나 GTR의 생산댓수는 75대로 제한되어 있다.
세계 지구력 선수권 대회에 대한 향후 규정을 검토하면서 FIA(Fédération Internationale de l'Automobile)는 세나 GTR을 르망 프로토타입 클래스를 대체하려는 그들의 비전에 맞는 여러 모델 중 하나로 확인되었으며.2019 굿우드 페스티벌 오브 스피드의 경쟁자이기도 하다.

### 맥라렌 세나 LM

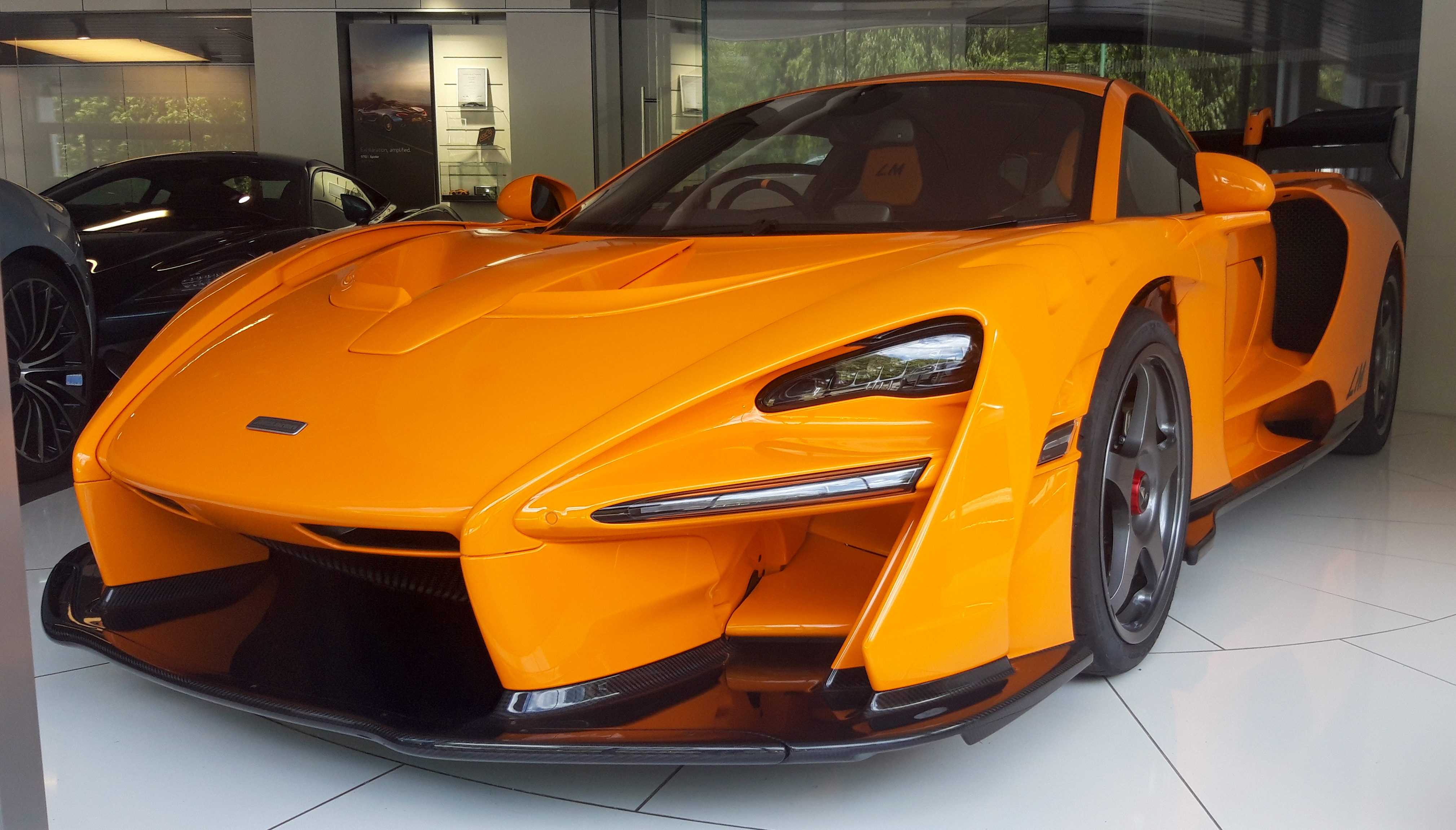
맥라렌 세나 LM

세나 LM은 맥라렌 스페셜 생산 부서와 Lanzante 모터스포츠에서 만든 세나의 트랙 중심 모델이다. 차체는 맥라렌 세나와 동일하게 유지되지만 세나 GTR의 구성 요소가 있다. 독특한 오렌지 색상은 맥라렌 F1 LM에 대한 오마주로, 1995년 르망에서 우승한 F1 GTR을 기념하기 위해 영감을 받아 제작되었다. 세나 LM은 또한 광택이 나는 포트와 실린더 헤드, 복고풍 디자인의 OZ 센터 락 휠, 새틴 골드 팁 쿼드 배기, 프론트 펜더의 루버, 표준형 세나에서 도어의 투명 패널 제거, 패널 및 LM 브랜딩 티타늄이 특징이다. 4리터 트윈 터보 V8의 출력은 이제 최대 814hp로 세나 GTR과 일치하다.5대는 미국 시장에, 3대는 오른쪽 핸들로 총 20대만 생산되었다.

### 맥라렌 세이버

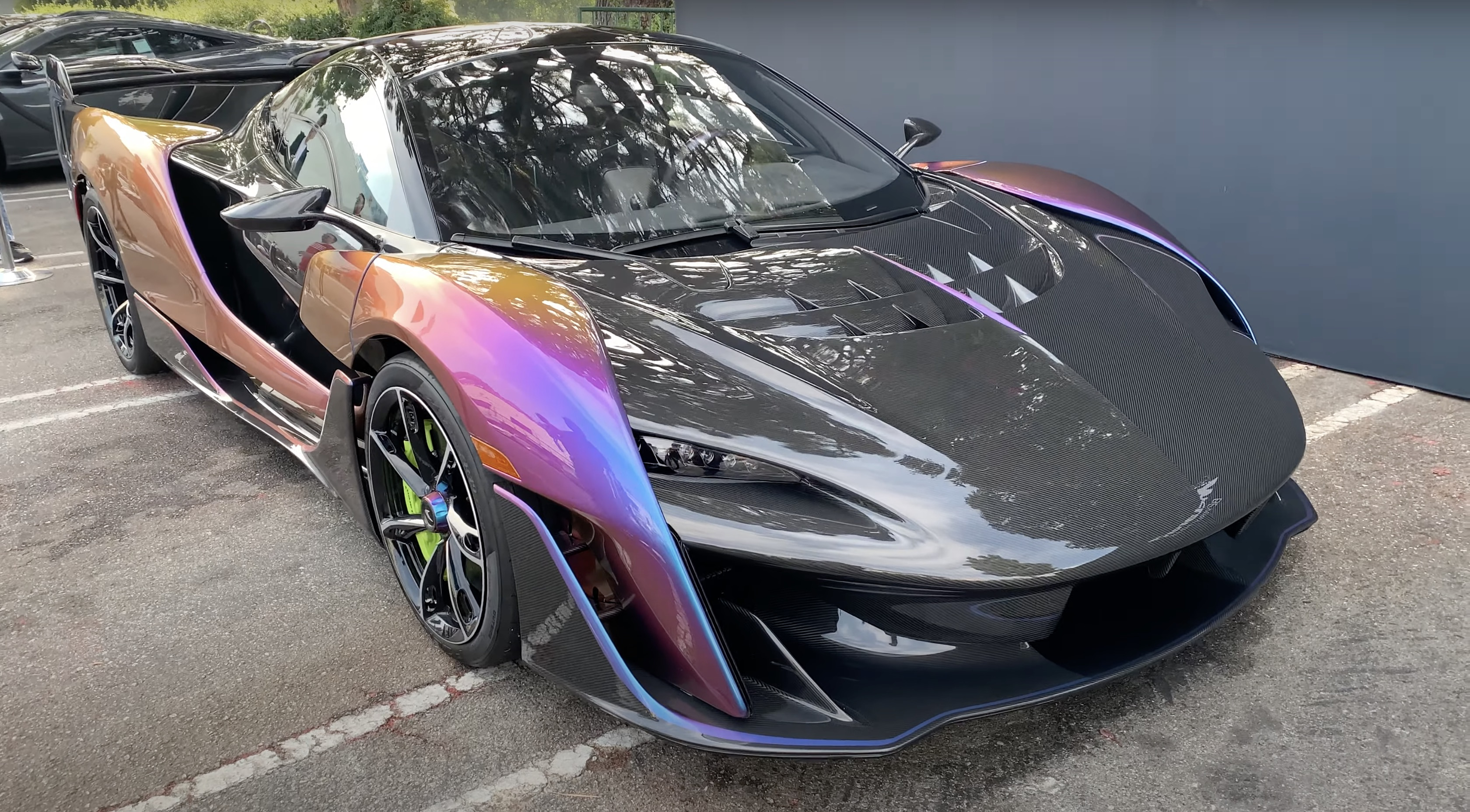
전면부

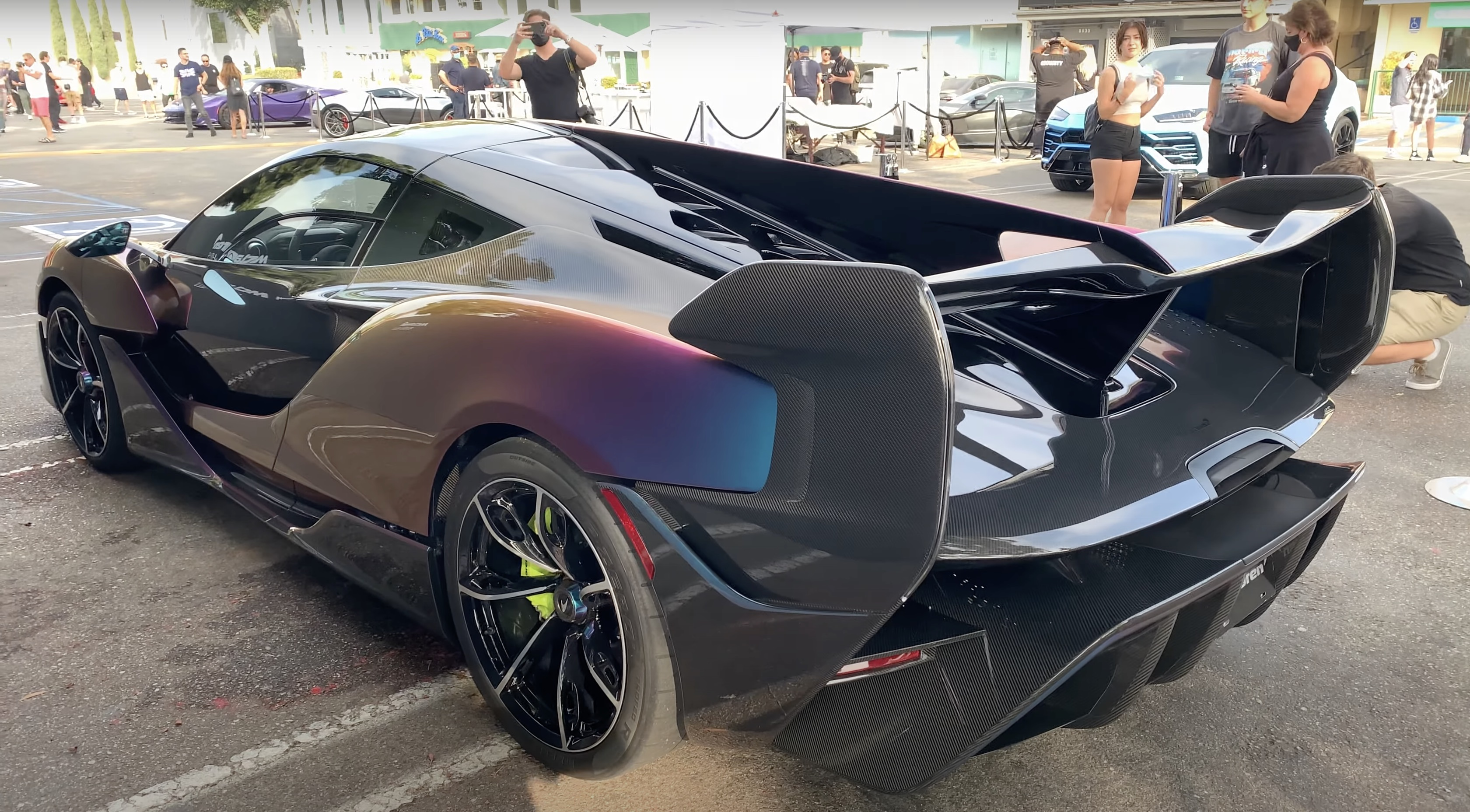
후면부

2020년 12월에 발표된 모델로, 맥라렌 오토모티브에서 그란투리스모 시리즈의 자체 프로젝트인 비전 GT 프로젝트에 출품한 맥라렌 얼티밋 비전 GT의 디자인을 기반으로 제작된 차량으로 미국 시장에 진출하기 위해 출시했다. 한정판 차량으로 15대만 생산될 예정이다.

### 맥라렌 세나 XP
2019년 12월, 비벌리 힐스의 맥라렌이 세나의 세 가지 개발 프로토타입("세나 XPs"라고 함)을 획득하고 맥라렌에 이를 생산 차량으로 변환하도록 위임한 것으로 밝혀졌다. 세 대의 자동차는 아일톤 세나의 F1 경력의 놀라운 사건을 기념한다. 세 대의 차량은 모두 사건이 발생한 국가의 국기가 강조된 광택이 있는 검정색 탄소 섬유 외장을 가지고 있다. 또한 날개 끝판에 당시 아일톤 세나의 차량 번호가 있다.

## 성능
2018년 2월 맥라렌 오토모티브는 트랙 지향 세나의 전체 성능 통계를 발표하였다.
제조업체 주장 수치
- 0–100 km/h (0–62 mph): 2.8초[19]
- 0–200 km/h (0–124 mph): 6.8초
- Standing 1⁄4 마일 (402 m): 9.9초
- 중량 대비 전력 비율 : 659 hp/tonne
- 최고 속도: 208 mph (335 km/h) (레드라인 제한)

독립 테스트 (오토카)
- 0–97 km/h (0–60 mph) in 3.1초
- 0–161 km/h (0–100 mph) in 5.5초
- 0–193 km/h (0–120 mph) in 7.1초
- 0–290 km/h (0–180 mph) in 19.8초[20]

## 생산
세나는 잉글랜드 서리 워킹에 있는 맥라렌 생산 센터에서 수작업으로 제작되며 500대만 생산되며 이미 판매되고 있다.가격은11억 7,907만 5,000 원 (£750,000)이다.

## 갤러리

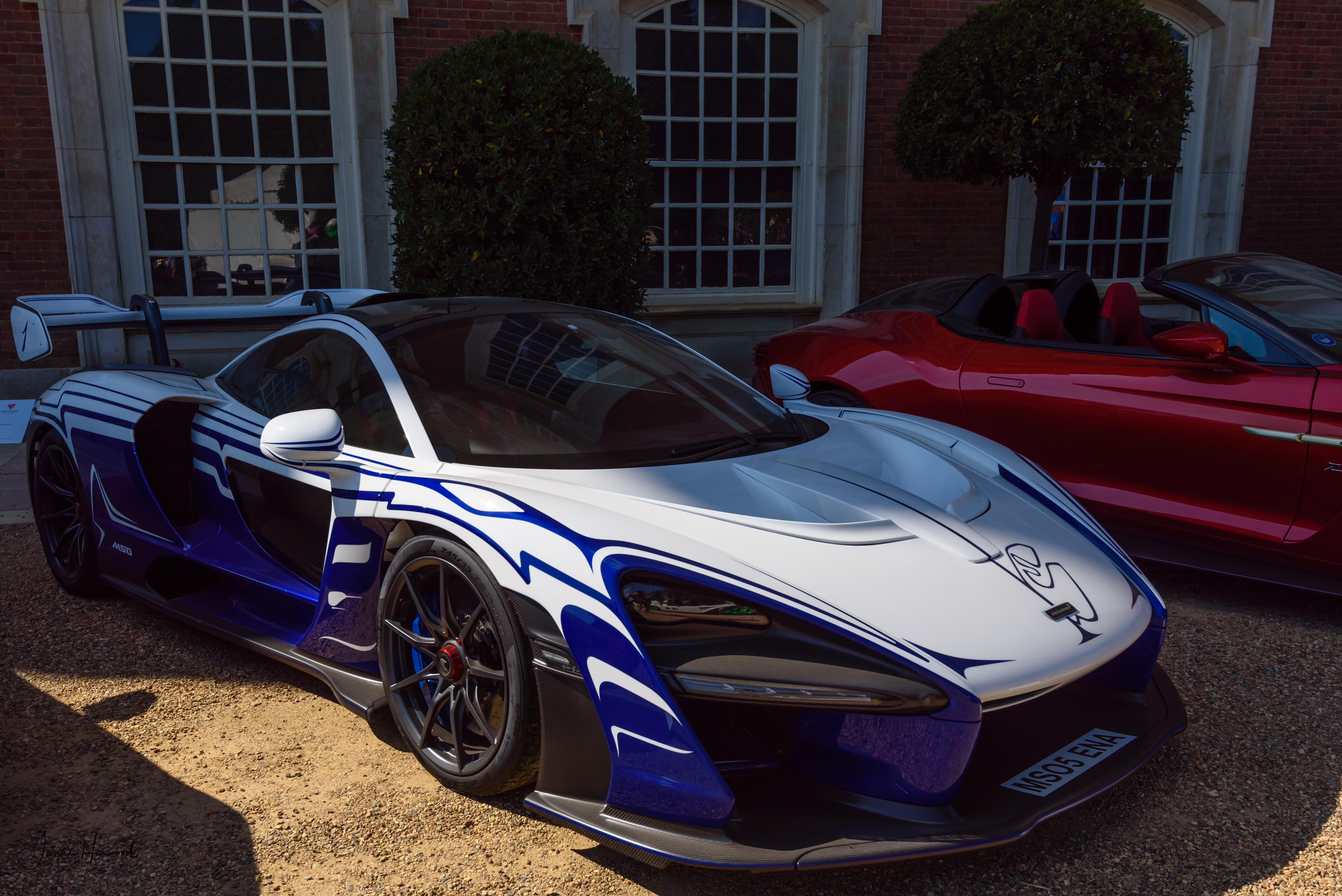
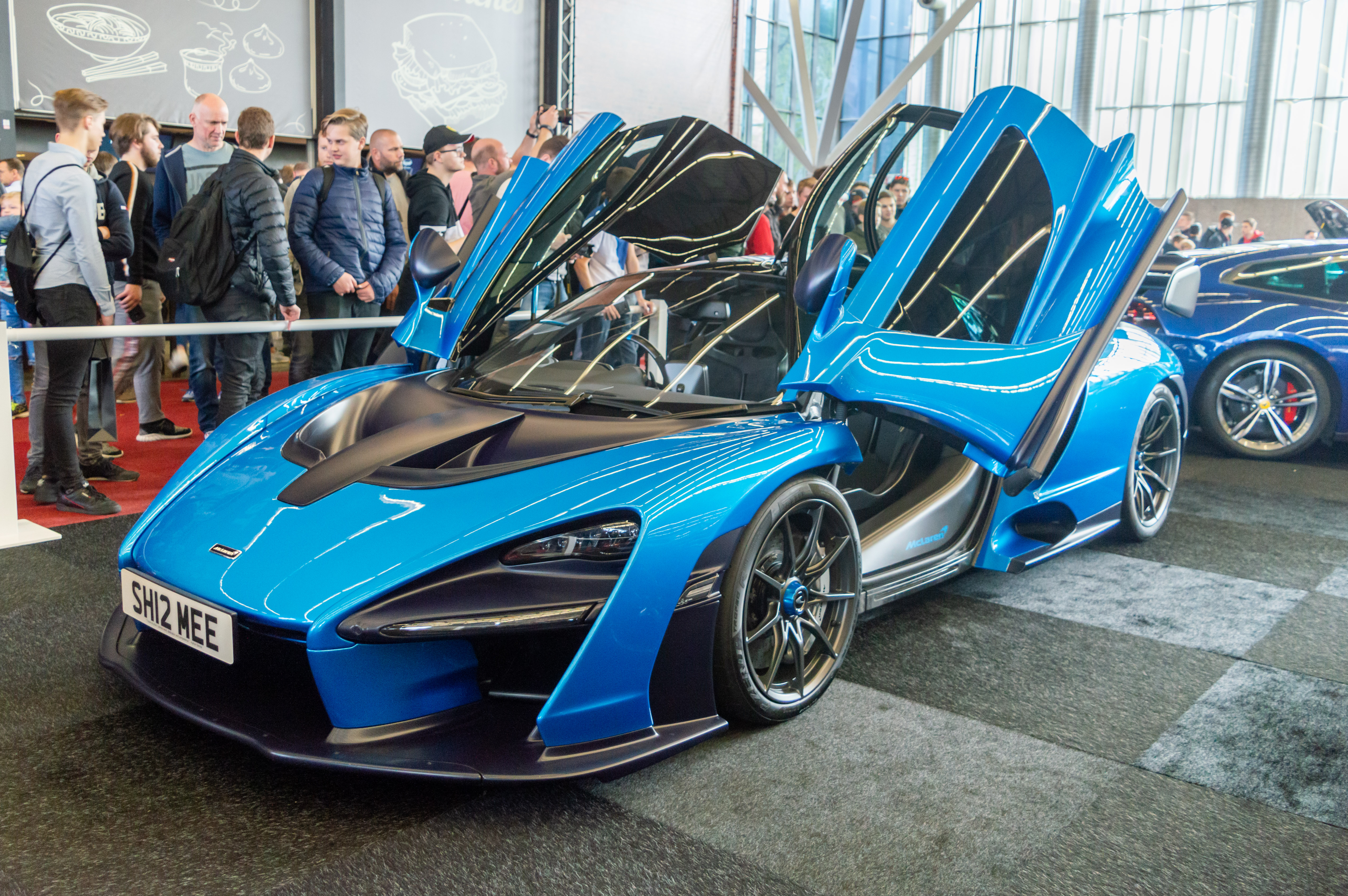
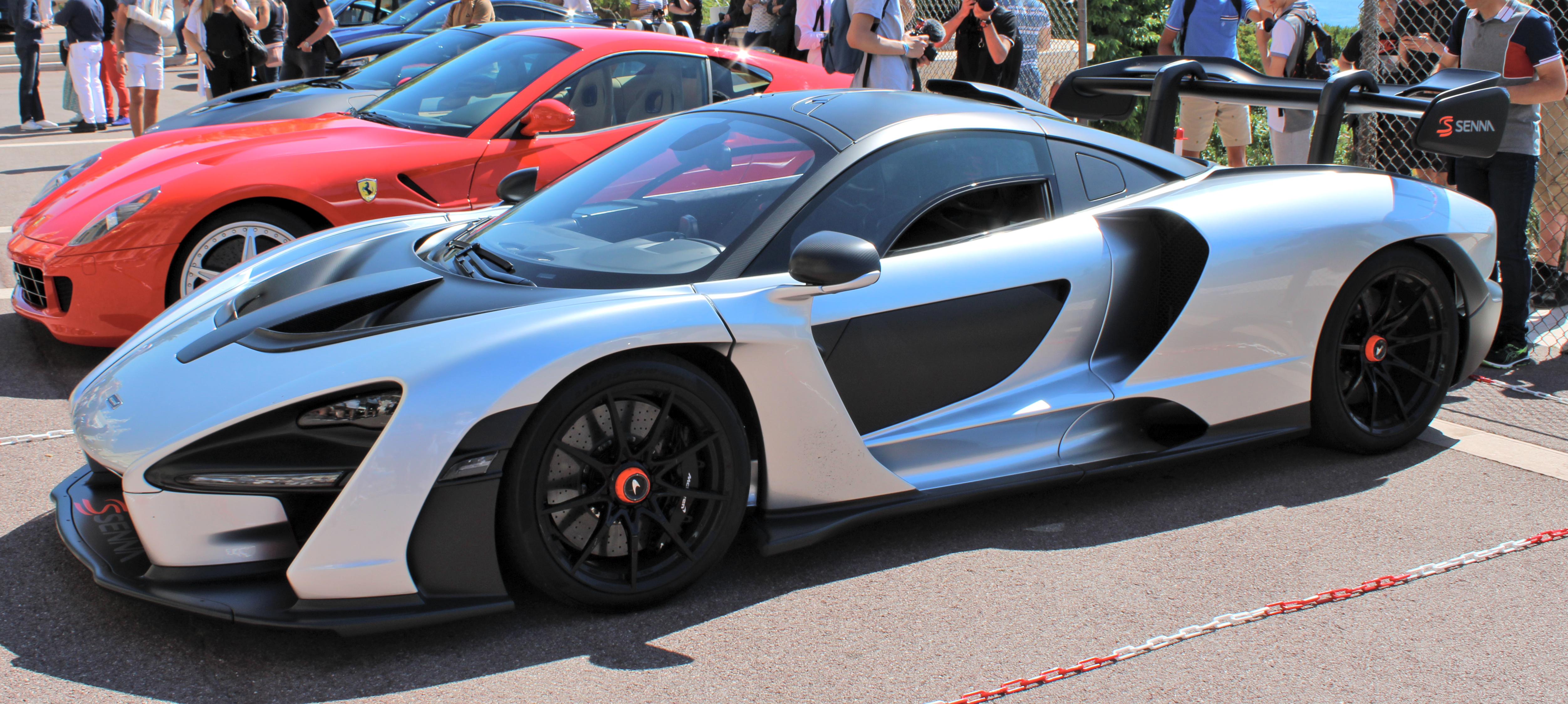
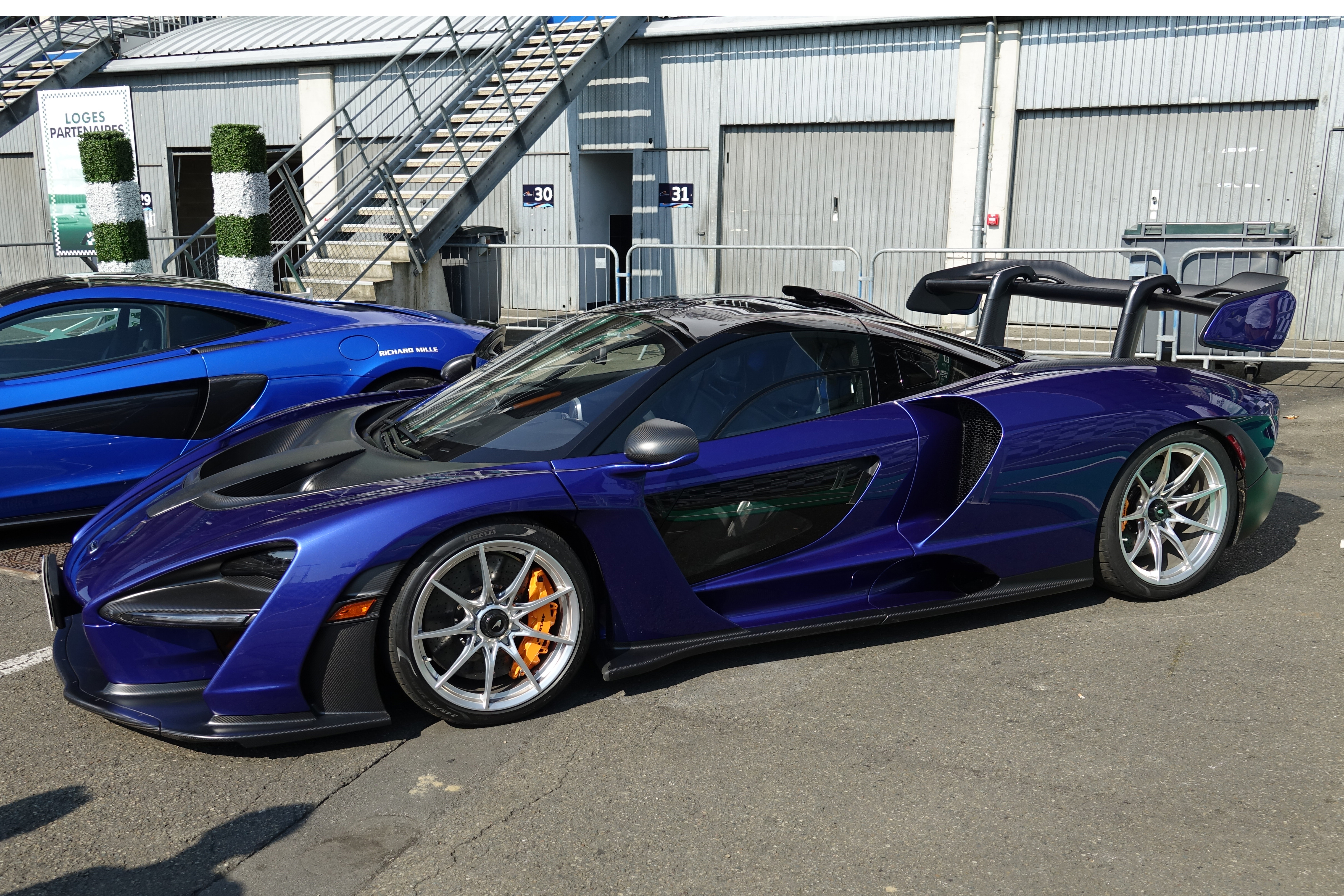
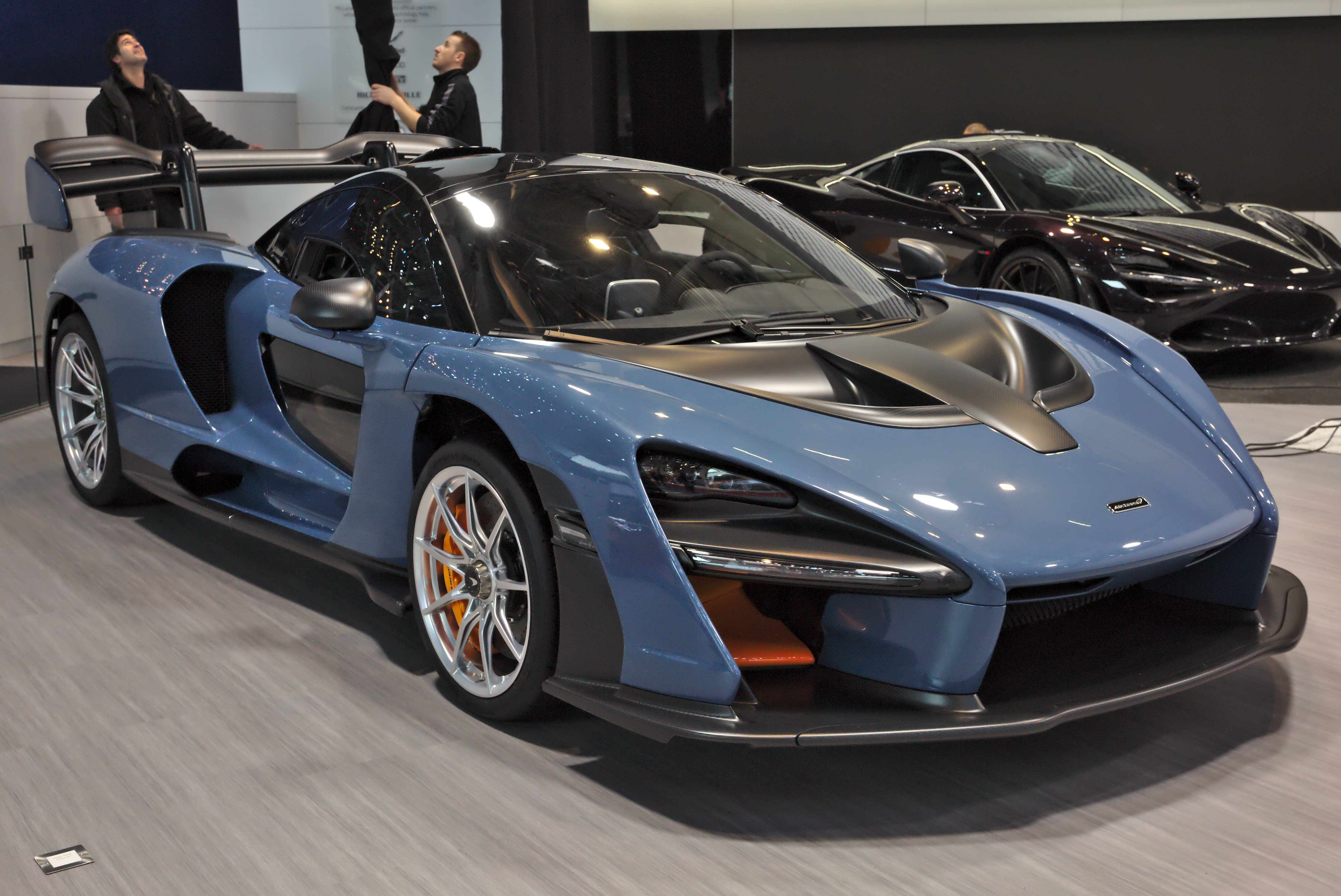
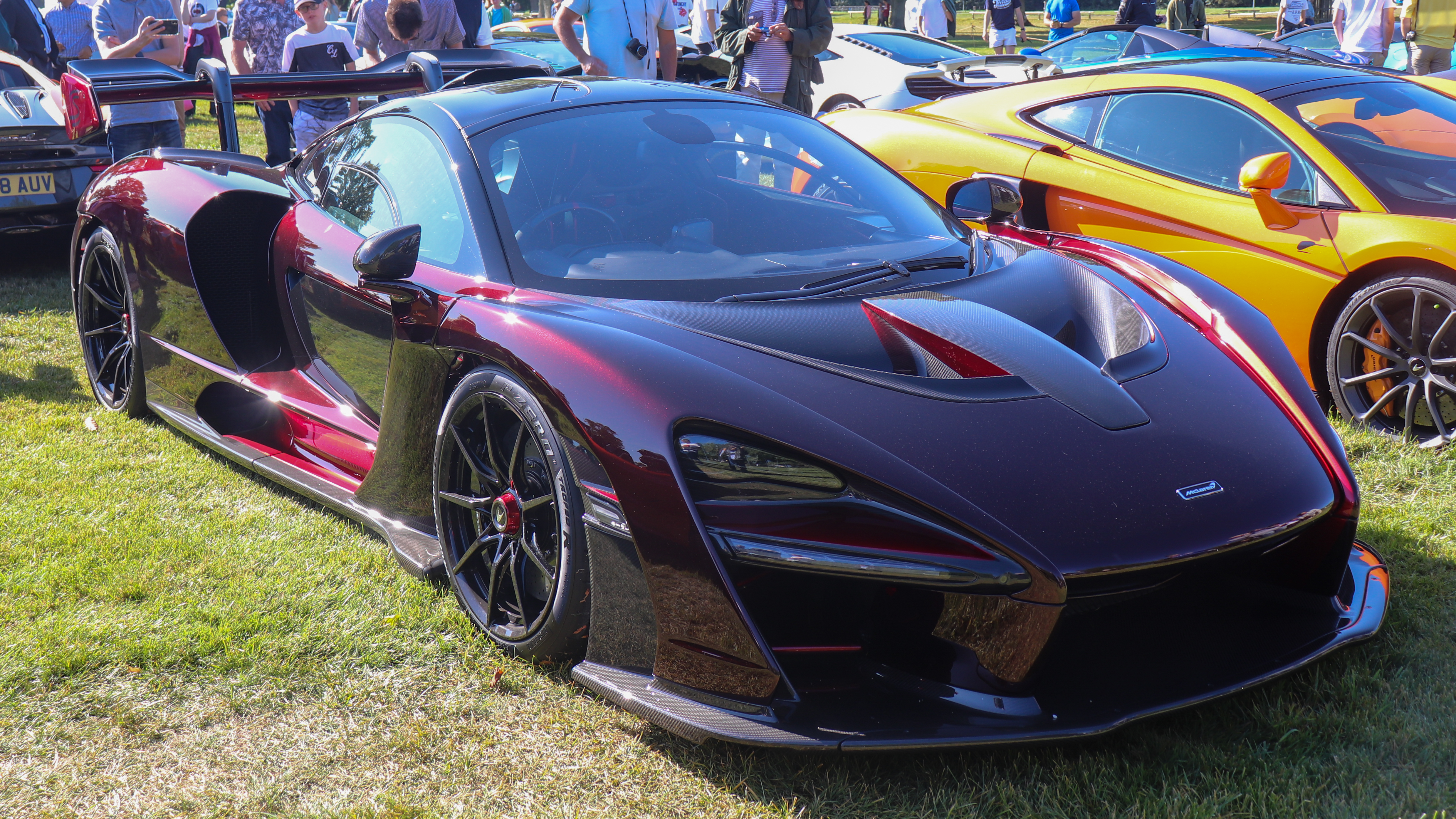
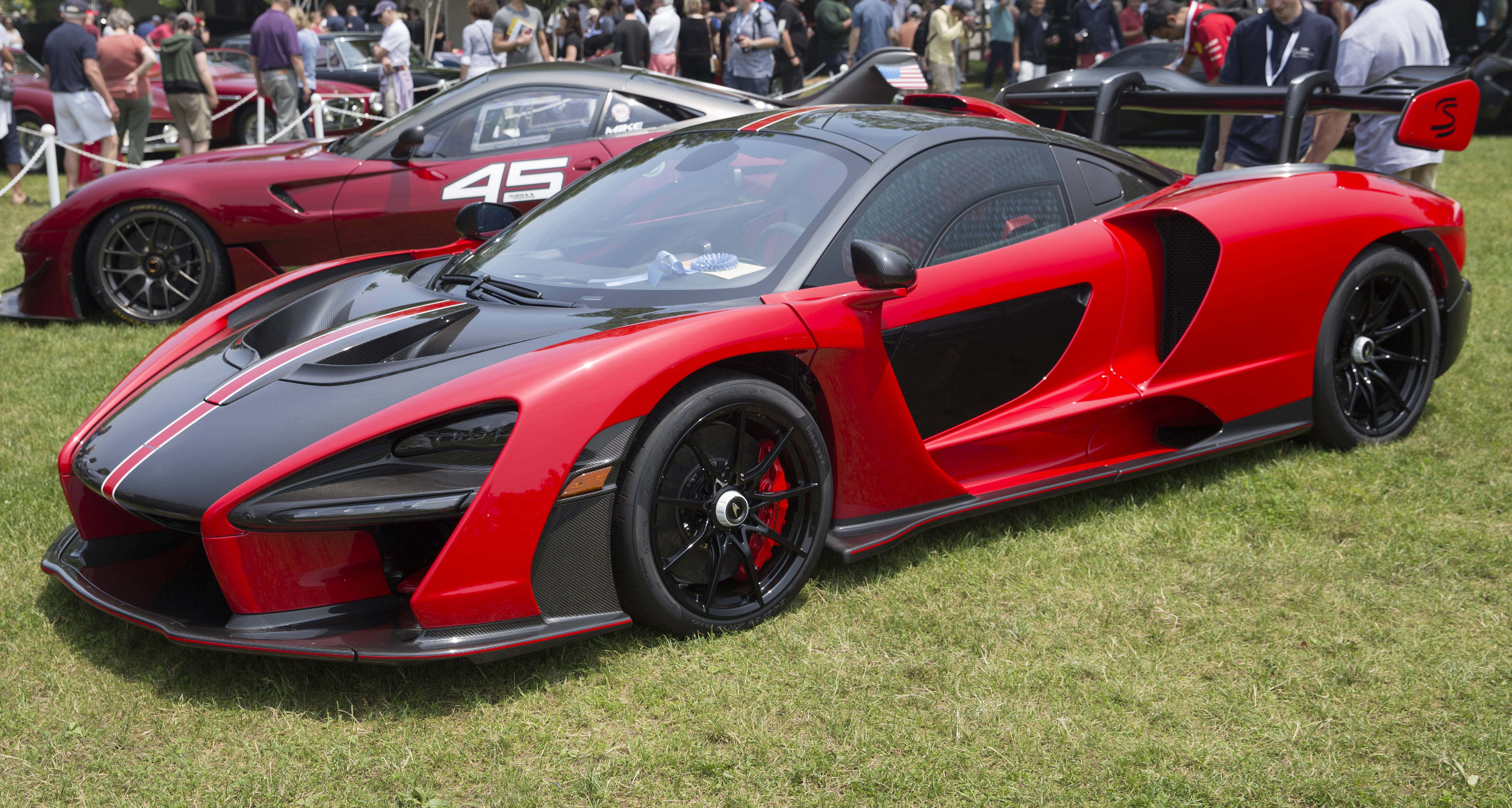

## 경쟁 차종
리막 오토모빌리
- 리막 네베라

부가티
- 부가티 디보
- 부가티 라 부아튀르 누아르
- 부가티 볼리드
- 부가티 센토디에치
- 부가티 시론

젠보 오토모티브
- 젠보 TS1 GT

## 미디어에서의 등장
- 리얼 레이싱 3[22]
- 포르자 호라이즌 4
- 아스팔트 8: 에어본
- 아스팔트 9: 레전드

## 마케팅
레고 맥라렌 세나의 1:1 스케일 버전은 2019년에 제작되었다.
포르자 시리즈에서 운전 가능한 자동차와 덮개 자동차, 특히 포르자 호라이즌 4에서 모두 등장하며 후속작인 포르자 호라이즌 5에서도 플레이할 수 있다.
맥라렌 세나 '라이드 온' 전기 어린이 모델 자동차는 2020년에 판매되었으며 맥라렌 소매점을 통해서만 판매되는 노란색과 녹색 액센트 버전이 있다.
레고 테크닉 맥라렌 세나 GTR은 2021년 1월 1일에 판매되었다.아스팔트 9: 레전드에도 등장하지만플레이어는 게임 내 차량을 소유할 수 없고 레이스만 가능하다.